# Kumonshiki
Kumonshiki (japanska, ’Kumon-metoden’) system för inlärning av matematik och språk, utarbetat av den japanska matematikläraren Kumon Toru 1954. 
Kumonshiki är en individualiserad form av inlärning där eleverna inte samarbetar med varandra, utan var för sig har en stencil med frågor som eleven försöker lösa med tidtagning och där en samma stencil upprepas till dess att eleven uppnått ett perfekt resultat och kan gå vidare till en svårare övning.
4 miljoner elever studerar med hjälp av kumonshiki runt om i världen. Matematikinlärningen är likadan överallt, men språkinlärningen skiljer sig åt även mellan länder som har samma språk. 